# Kulcsár Béla
Kulcsár Béla (Marosvásárhely, 1929. február 2. – Marosvásárhely, 1976. június 18.) erdélyi magyar szobrász, festőművész.

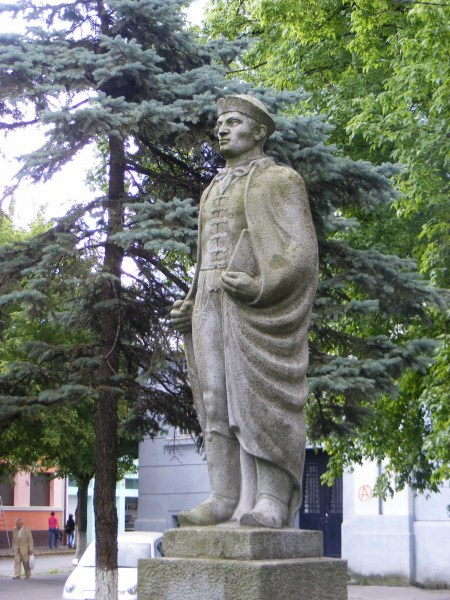
Kőrösi Csoma Sándor szobra
Marosvásárhely
1962

## Életútja
Középiskolát szülővárosában a Református Kollégiumban végzett, a Ion Andreescu Képzőművészeti Főiskola szobrászati szakán Romulus Ladea és Vetró Artúr tanítványaként szerzett diplomát (1955). Tanított Marosvásárhelyen a Népi Egyetemen, a Bolyai Líceumban és az Ipariskolában (1957–64). Ekkor állította helyre és faragta ki újra a fejet Dabóczi Mihállyal Kőrösi Csoma Sándor egész alakos szobrához, amelyet Marosvásárhelyen állítottak fel közterületen 1962-ben. Tanulmányúton járt Franciaországban, a Szovjetunió közép-ázsiai részein, Olaszországban, Magyarországon, Svédországban (1968–74).
A marosvásárhelyi Vörös Zászló 1973. június 17-én közölte Műveket a közterekre! című felhívását. A szobrászatnak az irodalomhoz hasonló közügyi szerepet szánva, elkészítette Dózsa György mellszobrát a sepsiszentgyörgyi textilüzem kultúrháza elé, Marosvásárhelyen az egyetemi épületcsoport parkjában áll Íjásznő című alkotása s a színház téren bronz-szoborkompozíciója, Népi kultúra című domborműve a kovásznai Művelődési Ház homlokzatát díszíti; az ő műve az alkotótáborban készült Szárhegyi Szfinx. 1975-ben megnyerte az 1848-as székely nemzetgyűlés színhelyén, Agyagfalván felállítandó emlékmű országos pályázatát. Ennek munkálatai közepette érte a halálos szívroham. Az emlékművet tervei szerint Hunyadi László és Kiss Levente szobrászművészek készítették el (1980).
Festményei közt szerepel Balla József és Barabás Éva festőművészek portréja. Plakettet készített Nagy Imre festőművészről.

## További irodalom
- Varró Ilona: Beszélgetés ifj. Kulcsár Béla szobrászművésszel a készülő agyagfalvi emlékműről. Új Élet, 1976/6.
- Péter Sándor: Az agyagfalvi emlékműnél. A Hét, 1979/48.
- Székely János: Jelentéses életsors. A Hét, 1980/32.